# El estrangulador de Rillington Place
El estrangulador de Rillington Place es una película de 1971 dirigida por Richard Fleischer, escrita por Clive Exton (basada en la novela de Ludovic Kennedy) y protagonizada por Richard Attenborough, John Hurt y Judy Geeson. La historia está basada en hechos reales que, aunque no conoció las mieles del éxito, presenta elementos de indudable interés.

## Argumento
En 1949, en el Londres de la posguerra, una joven pareja y su bebé encuentran un hogar en el número 10 de Rillington Place, una mísera vivienda cuyo inquilino del piso inferior, John Reginald Christie (Richard Attenborough), resulta de lo más inquietante. Lo que desconocen ambos es su violento historial de asesinatos en serie de mujeres mediante gas y sus posteriores actos necrófilos, impulsos criminales que Beryl acabará reavivando en su mente.

## Premios

### Premios BAFTA
| Año  | Categoría                       | Persona   | Resultado |
| ---- | ------------------------------- | --------- | --------- |
| 1971 | BAFTA al mejor actor de reparto | John Hurt | Candidato |